# Enfantillages
Albums de Aldebert
Les Paradis disponibles J'ai 10 ans
Enfantillages est le sixième album d'Aldebert (cinquième album studio) sorti le 26 octobre 2008. Une majorité de titres sont des duos avec des artistes invités. L'album est réédité l'année suivante en édition « de Noël » avec trois titres inédits.

## Liste des pistes

### Édition standard (2008)
1. On ne peut rien faire quand on est petit, avec Renan Luce
2. J'ai peur du noir, avec Elodie Frégé et Vincent Baguian
3. Les Oiseaux dans les grands magasins, avec Riké
4. Super Mamie, avec Clarika
5. La Remueuse, avec Les Ogres de Barback
6. Plus tard quand tu seras grand, avec Maxime Le Forestier
7. Les Questions
8. Monsieur Toulmonde, avec Amélie-les-crayons
9. Pour louper l'école, avec tous les invités
10. Les Mots mélangés
11. Pépette
12. Pas plus compliqué que ça, avec Anne Sylvestre
13. Quelle histoire de fou !
14. Le Goûter extraordinaire, avec Marcel Amont
15. Le Retour de Pépette, avec Steve Waring
16. On m'a volé mon nin-nin !

### Édition de Noël (2009)
L'édition de Noël voit apparaitre 3 inédits: Et si c'était les marmots avec Cali, Les Deux Ogres, avec Hubert-Félix Thiéfaine et Yves Jamait et Douce Nuit (enfin presque !).
1. Et si c'était les marmots, avec Cali
2. Les Deux Ogres, avec Hubert-Félix Thiéfaine et Yves Jamait
3. J'ai peur du noir, avec Elodie Frégé et Vincent Baguian
4. On ne peut rien faire quand on est petit, avec Renan Luce
5. Pour louper l'école, avec tous les invités
6. Les Oiseaux dans les grands magasins, avec Riké
7. Super Mamie, avec Clarika
8. La remueuse, avec Les Ogres de Barback
9. Plus tard quand tu seras grand, avec Maxime Le Forestier
10. Les Questions
11. Douce Nuit (enfin presque !)
12. Monsieur Toulmonde, avec Amélie-les-crayons
13. Les Mots mélangés
14. Pépette
15. Pas plus compliqué que ça, avec Anne Sylvestre
16. Quelle histoire de fou !
17. Le Goûter extraordinaire, avec Marcel Amont
18. Le Retour de Pépette, avec Steve Waring
19. On m'a volé mon nin-nin !

## Certification
| Pays          | Certification |
| ------------- | ------------- |
| France (SNEP) | Or            |